# حمام الحارة
حمّام الحارّة والحارّة (الراء مشددة) محلة في الأعظمية، وفيها حمام تراثي يعرف باسمها وهو  من حمامات بغداد العامة القديمة العهد ويقع في الجانب الشرقي من بغداد  في الأعظمية .  ويرجع بناء هذا الحمام إلى عهد السلطان سليمان القانوني عند مجيئه إلى بغداد بعد طرده الفرس عام  (941ه‍/1534م). حيث بنى حماماً في محلة الإمام أبي حنيفة  حين لم يكن فيها حمام حتى ذلك التاريخ. وقد جدد وأصلح هذا الحمام عدة مرات كان آخرها عام (1280ه‍ /1863م). ويقع هذا الحمام في محلة الحارة قرب مسجد  بشر الحنفي.  وقد تقادم عهده وأصابه الخلل والإهمال حتى انه أصبح لا يصلح للغسل أو السباحة . وفي بداية القرن العشرين زاد الخلل سوءاً حيث تصدع وأهمل، وصار الدباغون يستعملونه في خزن الجلود أو بعض أعمال الدباغة . وفي سنة (1910م) جدده الوالي ناظم باشا وبناه الجنود . وقد أزيل هذا الحمام بسبب بناء جسر الأئمة واقامة متنزه مكانه.